# Malaysia International 2004
Die Malaysia International 2004 im Badminton fanden vom 23. bis zum 28. November 2004 statt.

## Die Sieger und Platzierten
| Disziplin    | Gold                                  | Silber                       | Bronze                          |
| ------------ | ------------------------------------- | ---------------------------- | ------------------------------- |
| Herreneinzel | Nguyễn Tiến Minh                      | Lee Tsuen Seng               | Tommy Sugiarto                  |
| Herreneinzel | Nguyễn Tiến Minh                      | Lee Tsuen Seng               | Raymond Steven                  |
| Dameneinzel  | Maria Kristin Yulianti                | Adriyanti Firdasari          | Sylvinna Kurniawan              |
| Dameneinzel  | Maria Kristin Yulianti                | Adriyanti Firdasari          | Pia Zebadiah                    |
| Herrendoppel | Chew Choon Eng Choong Tan Fook        | Hendra Gunawan Joko Riyadi   | Zakry Abdul Latif Gan Teik Chai |
| Herrendoppel | Chew Choon Eng Choong Tan Fook        | Hendra Gunawan Joko Riyadi   | Khoo Chung Chiat Ng Kean Kok    |
| Damendoppel  | Fong Chew Yen See Phui Leng           | Mooi Hing Yau Ooi Sock Ai    | Fu Mingtian Gu Juan             |
| Damendoppel  | Fong Chew Yen See Phui Leng           | Mooi Hing Yau Ooi Sock Ai    | Liza Parker Suzanne Rayappan    |
| Mixed        | Daniel Shirley Sara Runesten-Petersen | Kristian Roebuck Liza Parker | David Lindley Suzanne Rayappan  |
| Mixed        | Daniel Shirley Sara Runesten-Petersen | Kristian Roebuck Liza Parker | Tan Zhao Rong See Phui Leng     |